# Порт-Сент-Джон (Флорида)
Порт-Сент-Джон (англ. Port St. John) — статистически обособленная местность, расположенная в округе Бревард (штат Флорида, США) с населением в 12 267 человек по статистическим данным переписи 2010 года.

## География
По данным Бюро переписи населения США статистически обособленная местность Порт-Сент-Джон имеет общую площадь в 9,84 квадратных километров, водных ресурсов в черте населённого пункта не имеется.
Статистически обособленная местность Порт-Сент-Джон расположена на высоте 8 м над уровнем моря.

## Демография
По данным переписи населения 2000 года в Порт-Сент-Джон проживало 12 112 человек, 3264 семьи, насчитывалось 4307 домашних хозяйств и 4544 жилых дома. Средняя плотность населения составляла около 1230,89 человек на один квадратный километр. Расовый состав населённого пункта распределился следующим образом: 90,70 % белых, 5,01 % — чёрных или афроамериканцев, 0,47 % — коренных американцев, 0,92 % — азиатов, 0,17 % — выходцев с тихоокеанских островов, 1,91 % — представителей смешанных рас, 0,83 % — других народностей. Испаноговорящие составили 3,28 % от всех жителей статистически обособленной местности.
Из 4307 домашних хозяйств в 40,2 % воспитывали детей в возрасте до 18 лет, 60,1 % представляли собой совместно проживающие супружеские пары, в 11,4 % семей женщины проживали без мужей, 24,2 % не имели семей. 17,7 % от общего числа семей на момент переписи жили самостоятельно, при этом 5,5 % составили одинокие пожилые люди в возрасте 65 лет и старше. Средний размер домашнего хозяйства составил 2,73 человек, а средний размер семьи — 3,09 человек.
Население статистически обособленной местности по возрастному диапазону по данным переписи 2000 года распределилось следующим образом: 28,1 % — жители младше 18 лет, 5,6 % — между 18 и 24 годами, 33,0 % — от 25 до 44 лет, 22,2 % — от 45 до 64 лет и 11,2 % — в возрасте 65 лет и старше. Средний возраст жителей составил 37 лет. На каждые 100 женщин в Порт-Сент-Джон приходилось 99,0 мужчин, при этом на каждые сто женщин 18 лет и старше приходилось 96,6 мужчин также старше 18 лет.
Средний доход на одно домашнее хозяйство статистически обособленной местности составил 44 030 долларов США, а средний доход на одну семью — 47 342 доллара. При этом мужчины имели средний доход в 35 912 долларов США в год против 26 184 доллара среднегодового дохода у женщин. Доход на душу населения статистически обособленной местности составил 44 030 долларов в год. 4,7 % от всего числа семей в населённом пункте и 6,6 % от всей численности населения находилось на момент переписи населения за чертой бедности, при этом 7,9 % из них были моложе 18 лет и 6,0 % — в возрасте 65 лет и старше.